# John W. Collins
John William Collins (Newburgh, Nueva York, Estados Unidos, 23 de septiembre de 1912 — 2 de diciembre de 2001), o Jack Collins, fue un maestro de ajedrez estadounidense.
Se convirtió en maestro de ajedrez en los años 1930. Instruyó al futuro campeón del mundo, el estadounidense Bobby Fischer.

## Libros
Publicaciones de John W. Collins:
- My Seven Chess Prodigies. ISBN 0-671-21941-3., 1975 (en inglés).
- Maxims of Chess. ISBN 0-679-14403-X., 1978 (en inglés).
- Modern Chess Openings. ASIN B000LF0NMO. Novena edición, editado por Walter Korn y John W. Collins, 1957 (en inglés).